# Echinolampas
Az Echinolampas a tengerisünök (Echinoidea) osztályának Echinolampadoida rendjébe, ezen belül az Echinolampadidae családjába tartozó nem.

## Rendszerezés
A nembe az alábbi 65 faj tartozik; ezekből 55 fosszilis:
- †Echinolampas africana de Loriol, 1880 - középső eocén
- Echinolampas alexandri de Loriol, 1876
- †Echinolampas altissima Arnold & H. L. Clark, 1927 - eocén
- †Echinolampas anceps Lambert in Chautard, 1905 - eocén
- †Echinolampas atascaderensis Brighton, 1926 - eocén
- †Echinolampas atropha Lambert, 1906 - miocén
- †Echinolampas barcensis Tavani, 1946 - középső eocén
- †Echinolampas bombos Nisiyama, 1968 - középső eocén
- †Echinolampas bothriopygoides Lambert, 1937 - eocén
- †Echinolampas brachytona Arnold & H. L. Clark, 1927 - eocén
- †Echinolampas camagueyensis Weisbord, 1934 - oligocén
- †Echinolampas caranoi Checchia-Rispoli, 1950 - középső eocén
- †Echinolampas chiesai Airaghi, 1939 - késő eocén
- Echinolampas chuni (Döderlein, 1905)
- †Echinolampas cojimarensis Sánchez Roig, 1949 - késő oligocén
- †Echinolampas concavus Hayasaka, 1948 - kora miocén
- †Echinolampas consolationis Sánchez Roig, 1953 - miocén
- Echinolampas crassa (Bell, 1880)
- †Echinolampas cuvillieri Lambert, in Lambert & Jacquet, 1936 - eocén
- †Echinolampas daguini Castex, 1930 - oligocén
- †Echinolampas delorenzoi Mirigliano, 1938 - miocén
- Echinolampas depressa Gray, 1851
- †Echinolampas dubaleni Castex, 1930 - középső eocén
- †Echinolampas ellipsoidalis d'Archiac, 1846 - középső eocén
- †Echinolampas gignouxi Lambert, 1933 - középső eocén
- †Echinolampas hanguensis Davies, 1943 - paleocén
- †Echinolampas hemisphaerica (Lamarck, 1816) - miocén
- †Echinolampas jacquemonti d’Archiac & Haime, 1853 - kora miocén
- †Echinolampas jacqueti Lambert, in Lambert & Jacquet, 1936 - eocén
- Echinolampas keiensis (Mortensen, 1948)
- Echinolampas koreana H.L. Clark, 1925
- †Echinolampas macrostoma Lambert, in Lambert & Jacquet, 1936 - eocén
- †Echinolampas madurensis Martin, 1919 - neogén
- †Echinolampas marcaisi Lambert, 1937 - eocén
- †Echinolampas marioi Roman, in Roman & Gonçalves, 1965 - eocén
- †Echinolampas menchikoffi Lambert, 1935 - eocén
- †Echinolampas mestrei Sánchez Roig, 1926 - miocén
- †Echinolampas migiurtinus Checchia-Rispoli, 1950 - középső eocén
- †Echinolampas migliorinii Checchia-Rispoli, 1950 - középső eocén
- †Echinolampas munozi Sánchez Roig, 1949 - oligocén
- †Echinolampas neuvillei Castex, 1930 - középső eocén
- †Echinolampas nuevitasensis Weisbord, 1934 - késő eocén
- †Echinolampas omanensis Clegg, 1933 - kora harmadidőszak
- Echinolampas ovata (Leske, 1778) - típusfaj
- †Echinolampas paraensis Marchesini Santos, 1958 - miocén
- †Echinolampas paragoga Arnold & H. L. Clark, 1927 - eocén
- †Echinolampas parvula Lambert, 1936 - középső eocén
- †Echinolampas percrassus Meznerics, 1941 - miocén
- †Echinolampas peyroti Castex, 1930 - kora harmadidőszak
- Echinolampas rangii Desmoulins, 1837
- †Echinolampas rollandil Lambert, 1931 - oligocén
- †Echinolampas rombellipsoidalis Thirring, 1936 - eocén
- †Echinolampas santaclarae Sánchez Roig, 1951 - oligocén
- Echinolampas sternopetala A. Agassiz & H.L. Clark, 1907
- †Echinolampas strongyla Arnold & H. L. Clark, 1927 - eocén
- Echinolampas sumatrana Döderlein, 1905
- †Echinolampas umbella Palmer, in Sánchez Roig, 1949 - késő oligocén
- †Echinolampas vadaszi Roman, in Roman & Gonçalves, 1965 - miocén
- †Echinolampas valettei Lambert, 1933 - kora eocén
- †Echinolampas venzoi Roman, in Roman & Gonçalves, 1965 - középső eocén
- †Echinolampas visedoi Lambert, 1935 - kora miocén
- †Echinolampas woodi Currie, 1930 - pliocén
- †Echinolampas woodringi Durham, 1961 - miocén

- †Echinolampas (Cypholampas) Lambert, 1906 - a két alábbi fajt ez az alnem foglalja össze:
  - †Echinolampas eocenicus Sánchez Roig, 1953 - középső eocén
  - †Echinolampas subnucleus Venzo, 1934 - középső eocén